# نجات نل (فیلم ۱۹۱۵)
نجات نل (به انگلیسی: Salvation Nell) یک فیلم گمشده صامت درام، محصول سال ۱۹۱۵ میلادی به کارگردانی جورج ای. میدلتون و بازی بتاریز میشلنا است. این محصول توسط شرکت فیلمبرداری کالیفرنیا تولید و از طریق شرکت جهانی فیلم منتشر شد.

## بازیگران
- بیاتریز میشلنا - نل ساندرز
- ویلیام پایک - جیم پلات
- نینا هربرت - مادر نل
- کلارنس آرپر - پدر نل
- جیمز لزلی - سید مک گاورن
- ایرنه اوتریم - میرتل
- Myrtle Neuman
- Frank Hollins - روه قدیمی
- مینت بارت
- اندرو رابسون - سرگرد ویلیامز
- کاترین آنگوس - هاللوجا مگی
- D. Mitsoras - صاحب سالن
- ارل املا - سخت